# Friedrich Herbst
Friedrich Karl Herbst (* 16. Mai 1874 in Bochum; † 21. Mai 1937 in Monschau) war ein deutscher Bergbauingenieur, Hochschullehrer und Bergbaufunktionär.

## Ausbildung und erste Anstellungen
Herbst war der älteste Sohn des Professors an der Bergschule in Bochum, Georg Herbst. Nach dem Abitur studierte er das Bergfach an der Bergakademie Clausthal, der Universität Bonn und der Technischen Hochschule in Aachen und bestand am 23. Juli 1897 das Referendar- sowie am 14. Oktober 1901 das Assessorexamen. Anschließend arbeitete er für einige Monate als Bergassessor im Oberbergamtsbezirk Dortmund, bevor er auf Betreiben des Geheimen Bergrates Hugo Schultz noch im selben Jahr zum Lehrer an der Bergschule in Bochum bestellt wurde. Im Jahr 1907 wurde Friedrich Herbst zum ordentlichen Professor für Bergbau- und Aufbereitungskunde an die Technische Hochschule in Aachen berufen. Nach Beginn des Ersten Weltkrieges meldete er sich freiwillig an die Front und wurde unter anderem als Feldgeologe eingesetzt.

## Weiteres Wirken
1919 rief der Essener Bergschulverein  Friedrich Herbst als Direktor an die Bergschule Essen. Während der Ruhrbesetzung fanden französische Besatzungssoldaten bei einer Hausdurchsuchung  in seiner Wohnung eine Anzahl Schriften über den passiven Widerstand. Daraufhin wurde Herbst am 27. Juni 1923 vom französischen Kriegsgericht in Werden zu einer Haftstrafe von fünf Jahren Gefängnis und einer Geldstrafe von zehn Millionen Mark verurteilt. Zur Verbüßung der Strafe brachte man ihn nach Germersheim, wo er nach zehn Monaten, die er unter unwürdigsten Bedingungen zubringen musste, wieder entlassen wurde.
Nach Anschluss des Essener Bergschulvereins an die Westfälische Berggewerkschaftskasse im Jahr 1931 wurde Herbst als Nachfolger von Fritz Heise zu deren Geschäftsführer und obersten Leiter der berggewerkschaftlichen Schulen und wissenschaftlichen Anstalten ernannt. In dieser Zeit stieß er insbesondere den Neubau des Bergbaumuseums in Bochum an. Seit 1928 leitete er zudem zusammen mit Fritz Heise die Verbandszeitschrift Der Bergbau. Mit diesem hatte er außerdem ein Bergbau-Lehrbuch verfasst, das erstmals 1908 erschienen war und über Jahrzehnte ein Standardwerk im Kohlenbergbau blieb. Im Frühjahr 1937 hatte sich Friedrich Herbst zu einem kurzen Urlaub in ein Eifeler Landhaus zurückgezogen, um eine Neuauflage des genannten Lehrbuches vorzubereiten. Dort starb er unerwartet nach kurzer und schwerer Krankheit.

## Mitgliedschaften
- Reichskohlenrat (bis 1933)
- Vorsitz des Technisch-Wirtschaftlichen Sachverständigenausschusses für Kohlenbergbau im Reichskohlenrat
- Vorstandsmitglied des Vereins für die bergbaulichen Interessen zu Essen
- Ausbildungsausschuss und Unfallausschuss des Bergbau-Vereins
- Vorsitzender des Fachausschusses Bergbau der Helmholtz-Gesellschaft
- Obmann der deutschen Bergschulfachleute

## Auszeichnungen
- 1917: Eisernes Kreuz 2. Klasse
- 1920: Dr.-Ing. e. h. (Aachen)

## Schriften (Auswahl)
- mit Fritz Heise, Carl Hellmut Fritzsche: Lehrbuch der Bergbaukunde, mit besonderer Berücksichtigung des Steinkohlenbergbaues. 8. und 9. völlig neubearbeitete Auflage. Springer-Verlag, Berlin/Göttingen/Heidelberg 1958.
- Leitfaden der Bergbaukunde. 3. Auflage. Berlin 1932.
- mit Heinrich Winkelmann: Das geschichtliche Bergbau-Museum Bochum, Bochum 1934.